# دوازده اصل پویانمایی
دوازده اصل بنیادین انیمیشن Twelve basic principles of animation  (یا قواعد ۱۲ گانه انیمیشن) قواعدی هستند که در کتاب توهم زندگی: انیمیشن دیزنی Disney Animation: The Illusion of Life  توسط انیماتورهای ارشد دیزنی اولی جانستون Ollie Johnston و فرانک توماس Frank Thomas که از اعضای نه پیرمرد دیزنی بودند، معرفی شدند.
جانستون و توماس در کتابشان دوازده اصل از مبانی طراحی و ساخت انیمیشن را بنابر تجربیات انیماتورهای کمپانی دیزنی و همچنین تجربهٔ شخصی خودشان در تولید انیمیشن (از دهه ۱۹۳۰ تا زمان نوشتن کتاب) به نگارش درآوردند. هدف اصلی این دوازده اصل، ایجاد این توهم بود که نمایش شخصیت‌های کارتونی هم طبق قوانین بنیادین فیزیک باشند و حرکاتشان روان‌تر و طبیعی‌تر باشد، اما در مجموع با مسائل انتزاعی‌تری مانند زمان‌بندی، احساسات، و جذابیت شخصیت‌ها نیز سروکار دارند.
این کتاب و قوانینی که در آن بیان شده مورد استفاده بسیاری از انیماتورهای دنیا قرار گرفته و گاهی از آن به عنوان انجیل صنعت انیمیشن تعبیر می‌شود. در سال ۱۹۹۹ این کتاب در یک آمارگیری آنلاین به عنوان بهترین کتاب انیمیشن تاریخ برگزیده شد. با اینکه در زمان نوشتن و چاپ شدن کتاب، تکنیک‌های سنتی همچون سل انیمیشن رواج داشت با این حال با ورود کامپیوتر و روش‌های جدیدتر تولید انیمیشن، مباحث مطرح شده در این کتاب همچنان کاربردی هستند.

## دوازده اصل

### فشردگی و کشیدگی Squash and stretch

در تصویر B که مثالی از یک انیمهٔ صحیح می‌باشد می‌توان فشردگی و کشیدگی و در عین حال افزایش و کاهش سرعت را مشاهده کرد

در بین این دوازده قاعده اولین تکنیک فشردگی و کشیدگی یا انقباض و انبساط می‌باشد. این مفهوم کمک می‌کند، بیننده وزن و انعطاف سوژهٔ متحرک شده را درک کند. این قاعده برای هر عنصر متحرکی قابل اجراست، خواه یک شیء ساده باشد مثل یک توپ و خواه پیچیده مانند اعضای صورت انسان. هر چقدر اغراق در آن بیشتر باشد کیفیت طنز آن بالاتر می‌رود. استفاده مناسب از این اصل، اثر حرکت را تقویت می‌کند.
در دنیای واقعی فیزیک، قانون مهم در مورد فشردگی و کشیدگی این است که حجم شیء هیچگاه کم یا زیاد نمی‌شود و بنابراین اگر شیء در جهت بردار X له می‌شود، باید در جهت بردار Y کشیده شود تا حجمش ثابت بماند.

### پیش‌آگاهی Anticipation

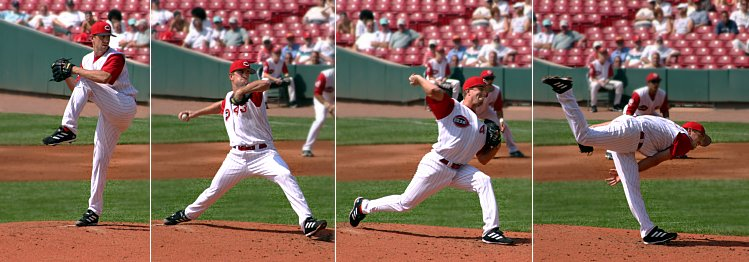
پرتاب کننده توپ بیس‌بال قبل از پرتاب به عقب خم شده و دستی که با آن توپ را گرفته تا حد ممکن به عقب می‌برد

پیش‌آگاهی، پیش‌بینی، پیش‌حرکت، توقع، انتظار، پیشدستی، وقوع قبل از موعد مقرر، پیش نگری، چشم به راهی، پیشگیری، آینده نگری، غیب بینی، پیش دانی، وقوع پیش از زمان مقرر؛

از جمله شگردهایی که یک پویانما باید یاد بگیرد، این است که چگونه نظر بیننده را در زمان مناسب به نقطهٔ خاصی از تصویر جلب کند. پیش‌آگاهی برای آماده کردن ذهن بیننده برای وقوع عملی استفاده می‌شود و با این کار، حرکت واقعی‌تر به نظر می‌رسد. همچنین کمال اهمیت را دارد که رشتهٔ داستان از دست بیننده خارج نشود و نکات اساسی فیلم را درک کند.
با توجه به نکته فوق، انیماتور می‌تواند با ایجاد وضعیتی خاص، قبل از وقوع رخداد، نظر بیننده را جلب کند. به عنوان مثال رقصنده‌ای که از روی زمین می‌پرد ابتدا کمی زانوهایش را خم می‌کند یا یک پرتاب کننده توپ بیس‌بال قبل از پرتاب تا حد ممکن به عقب خم شده و دستی که با آن توپ را گرفته به عقب می‌برد.
در صحنه‌ای که تمام اشیاء درون آن ثابت است، اگر یکی از آن‌ها به‌طور ناگهانی حرکت کند، تقریباً یک و نیم ثانیه بعد نگاه بیننده به آن جلب خواهد شد. در واقع پیش‌حرکت به قصد جلب توجه‌است.
پیش‌آگاهی فقط در حرکات فیزیکی نمایش داده نمی‌شود؛ مثلاً کاراکتری که به بیرون کادر نگاه می‌کند، انتظار وقوع رخدادی را در بیننده بر می‌انگیزاند، یا کاراکتری که به شیءی خیره شده، این ایده را به ذهن بیننده منتقل می‌کند که کاراکتر می‌خواهد آن شیء را بردارد.

### صحنه‌پردازی staging
صحنه‌آرایی، صحنه‌سازی، چیدمان، ترکیب‌بندی و قاب‌بندی؛ 
معادل کمپوزیسیون در هنرهای تجسمی، میزانسن در هنرهای نمایشی، میزانپاژ در صفحه‌آرایی و سینوگرافی در عکاسی؛

هدف این مفهوم هدایت توجه بیننده و نشان دادن چیزی یا قسمتی از صحنه‌است که دارای حداکثر اهمیت می‌باشد یا بهتر نمایش دادن اتفاقی که می‌افتد یا قرار است به وقوع بپیوندد. جانستون و توماس از آن به عنوان «نشان دادن چیزی به‌طور واضح و شفاف و بدون اشتباه» یاد می‌کنند. حالا این چیز می‌تواند یک عمل، شخصیت، احساس یا حالتی باشد.
استیجینگ می‌تواند به شیوه‌های گوناگون اجرا شود. همچون نحوه قرارگیری کاراکتر در قاب تصویر، استفاده از نور و سایه یا استفاده از زاویه و موقعیت دوربین. به‌طور خلاصه و چکیده این مفهوم بیان می‌کند که تمرکز بر روی چه قسمتی از صحنه‌است تا از بیان جزئیات غیر اضافی جلوگیری شود.

### انیمیت مستقیم در مقابل انیمیت حالت به حالت Straight ahead action and pose to pose

نمونه‌ای از انیمیت مستقیم حرکات سیال‌تر و پویاتر

این اصل بخصوص مربوط به انیمیشن دو بعدی/سنتی/دستی می‌باشد، اما دانستن آن خالی از لطف نیست و حتی در ساخت انیمیشن به روشهای دیگر نیز می‌توان از آن بهره گرفت. به‌طور کلی در ساخت انیمیشن دستی دو روش کلی وجود دارد.
انیمیت مستقیم (یا ساده) از ابتدا تا انتها پشت سرهم و فریم به فریم متحرک می‌شوند، در حالی که در روش دوم انیمیت حالت به حالت (یا از ژستی به ژستی دیگر)، شروع کار با ترسیم فریم‌های کلیدی و سپس پر کردن فواصل با طراحی‌های بیشتر است.

انیمیت مستقیم حرکات سیال‌تر و پویاتری ایجاد می‌کند و برای تولید سکانس‌های اکشن واقع گرایانه مناسب‌تر است. از سوی دیگر، حفظ تناسبات و ایجاد ژست‌های دقیق و متقاعد کننده در طول طراحی انیمیشن دشوار است.

انیمیت حالت به حالت برای صحنه‌های دراماتیک یا احساسی و در جایی که ارتباط با محیط مهم است، بهتر عمل می‌کند.

در اغلب آثار حرفه‌ای، ترکیبی از این دو روش استفاده می‌شود.
در انیمیشن کامپیوتری معمولاً مشکلات تناسبات انیمهٔ ساده وجود ندارد. با این وجود حالت به حالت هنوز هم برای انیمیشن‌های کامپیوتری استفاده می‌شود، زیرا مزایای بسیاری در ترکیب این تکنیکها حاصل می‌شود. استفاده از کامپیوتر این روش را تسهیل می‌کند و می‌تواند توالی‌های گمشده را در بین ژست‌ها به‌طور خودکار پر کند.

### دنباله‌ها، حرکات متوالی و کشیده‌شدن Follow through, overlapping action and Drag

یک اسب مسابقه
دنباله‌ها و حرکات متوالی و کشیده‌شدن
یال و دم اسب مسابقه ای که در حال چهارنعل‌رفتن است بدنش را دنبال می‌کنند، سوارکار دیرتر حرکت می‌کند
متحرک‌شده از عکس‌های متعدد ادوارد مایبریج

انیمیت دنباله‌ها Follow through همیشه از انیمیت خود موضوع مشکل‌تر است. منظور از دنباله‌ها چیزهایی مانند پرروی کلاه، دنبالهٔ پالتوهای بلند، دامن‌های بلند و سبک و امثالهم. حرکت این دنباله‌ها تقریباً مستقل از منبع حرکت است و به همین دلیل پیش‌بینی حرکت اینگونه دنباله‌ها مشکل است و باید تک تک حرکت‌های آن‌ها را ترسیم نمود. حرکت دنباله‌ها به موارد زیر بستگی دارد:
- حرکت کاراکتر
- میزان انعطاف و وزن خود دنباله
- مقاومت هوا

حرکات متوالیoverlapping action بیان کننده گرایش اندام بدن به حرکت با زمان‌بندی‌های مختلف نسبت به یکدیگر است و به تأخیر زمانی حرکت‌های بخش‌های مختلف یک تصویر گفته می‌شود. برای مثال فرض کنید گروهی با هماهنگی و نظم خاصی، دسته جمعی می‌رقصند. چنانچه حرکت بعضی از آنها، یک یا دو فریم عقب‌تر یا جلوتر از بقیه باشد، حالت زنده‌تری و روان‌تری به تصویر می‌بخشد. در نتیجه تصویر، از آن حالت هماهنگ یکدست و مکانیکی خارج می‌شود.
مطلب سوم کشیده شدن Drag نام دارد و عبارت است از هنگامی که کاراکتر شروع به حرکت می‌کند و قسمت‌های مختلف بدن چند فریم طول می‌کشد تا با حرکت بدن هماهنگ شده و شروع به حرکت بکنند. این قسمت‌ها می‌تواند لباس کاراکتر، آنتن روی اتومبیل یا اعضای بدن کاراکتر همچون مو و سر باشد.
در بدن انسان، تنه قسمت اصلی حرکت کننده‌است و بقیه اعضا حرکتشان را با تنه هماهنگ می‌کنند. قسمت‌هایی از بدن که توده زیادی از چربی و گوشت را شامل می‌شوند همچون شکم بزرگ، سینه‌ها یا پوست شل و وارفته یک سگ بولداگ، تمایل بیشتری به داشتن حرکات مستقل نسبت به اندامی که به تنه متصل هستند همچون دست و پا دارند. استفاده اغراق‌آمیز از این تکنیک کمیک بودن کار را افزایش می‌دهد. برای داشتن انیمیشن طبیعی باید از این اصول مطابق با قوانین فیزیک استفاده کرد.
جانستون و توماس مفهومی به نام «Moving Hold» را معرفی کردند که به موجب آن در جایی که کاراکتر کاملاً ثابت است و هیچ حرکتی ندارد، برای اینکه همچنان زنده به نظر برسد باید حرکاتی همچون نفس کشیدن یا پلک زدن را به آن اعمال نمود.

### افزایش و کاهش سرعت Slow in and slow out
هر جسمی که در طبیعت از حالت سکون درآید و از نقطه‌ای به نقطهٔ دیگر حرکت کند، بنا به خواص آن ماده، در میانه راه به حداکثر سرعت رسیده و سپس به تدریج متوقف می‌شود. این گرایش در تمام اجسام عمومیت دارد، اما جزئیات آن با هم تفاوت دارد. حرکات اعضای بدن انسان هنگامی که شروع یا متوقف می‌شود، برای واقعی به نظر رسیدن احتیاج به زمان برای گرفتن شتاب یا کاهش سرعت دارد و این واقعیت فیزیکی را می‌توان با کشیدن فریم‌های بیشتر در جاهایی که کاراکتر یا عضوی از اعضای بدن شروع به حرکت می‌کند یا متوقف می‌شود نشان داد.

### قوس Arc

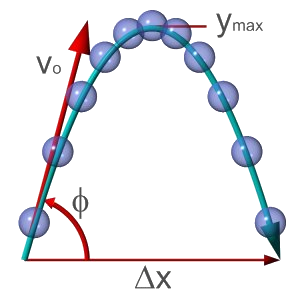
مسیر پرتاب توپ روی یک قوس

تقریباً تمامی حرکات انسان و حیوانات در یک مسیر قوسی انجام می‌شود و هنگام متحرک‌سازی کردن باید به این مسئله دقت شود. شدت قوس در تعیین سرعت حرکت شخصیت مؤثر است. این موضوع را می‌توان در چرخش دست حول مفصل یا شیء ای که پرتاب شده و در یک مسیر قوسی در حال حرکت است مشاهده نمود.

### عمل ثانویه Secondary Action
اضافه کردن حرکات ثانویه به انیمیت اصلی باعث جاندارتر شدن صحنه می‌شود و انیمیشن اصلی را نیز واقعی‌تر می‌نمایاند؛ مثلاً برای کاراکتری که راه می‌رود، راه رفتن انیمیشن اصلی است و انیمیشن ثانویه می‌تواند حرکت بازوها، سوت زدن، حرکات چهره و سایر اعضای بدن باشد. نکته مهم در این مسئله این است که پویانمایی‌های ثانویه نباید به گونه‌ای باشند که تمرکز بر روی جنبش اصلی را منحرف کنند. در حرکات نمایشی بهتر است حالات صورت در ابتدا و انتهای یک حرکت پیاده شوند زیرا در طول حرکت، این حالات ممکن است دیده نشوند و به نظر نیایند.

### زمان‌بندی Timing
زمان‌بندی در انیمیشن، پدیده‌ای مشهود و عینی نیست و فقط هنگامی می‌توان آن را مشاهده کرد که فیلم به نمایش درآید. زمان‌بندی شرط اولیه فیلم‌های کارتون برای بیان حالات و شرایط مختلف است، ولی این بدان معنی نیست که یک زمان‌بندی مشخص برای بیان یک حالت، می‌تواند صورت یک فرمول عام برای بیان شرایط و حالات دیگر باشد.
زمان‌بندی به دو صورت بیان می‌شود:
- زمان‌بندی فیزیکی هم برای واقعی نشان دادن انیمیشن مهم است و هم برای روایت داستانی آن. در قسمت زمان‌بندی فیزیکی، زمان‌بندی درست باعث می‌شود اشیاء از قوانین فیزیک به درستی پیروی کنند. به عنوان مثال وزن یک شی مشخص می‌سازد که چگونه به یک منبع نیرو، واکنش نشان دهد.
- زمان‌بندی سینمایی (نمایشی) کمتر تکنیکی است و بیشتر وابسته به تجربه می‌باشد. این نوع زمان‌بندی می‌تواند کاملاً کمیک باشد یا برای برانگیختن حسی عمیق استفاده شود. همچنین می‌تواند وسیله‌ای باشد برای ارتباط با جنبه‌های خاص شخصیتی یک کاراکتر.[۱۸]

### اغراق Exaggeration
از اغراق به ویژه در پویانمایی بسیار استفاده می‌شود. شدت اغراق بستگی به این دارد که سازنده انیمیشن تا چه حد به دنبال طنزگونه شدن کار یا ایجاد یک شیوه خاص باشد. وظیفهٔ انیماتور این است که حرکت را در هم بیامیزد و صرفاً آن مقدار تخیل و غلو را به آن بیفزاید که حرکت در فیلم، ظاهری عادی و طبیعی بخشد. این کیفیت ویژه را می‌توان با سرعت بخشیدن به رویداد و زمان‌بندی اغراق‌آمیز کرد. مرز میان طنز و درام بسیار ظریف و دقیق است. اما با داشتن تجربه کافی در زمان‌بندی انیمیشن، می‌توان این مرزبندی‌ها را مشخص کرد.
در انیمیشن‌های دیزنی نوعی اغراق کلاسیک وجود دارد و با اینکه تا حدی بیشتر از مقدار طبیعی و فیزیکی اغراق وجود دارد اما با این حال به طبیعت وفادار است. در صورتی که در صحنه‌ای برای چند عنصر از اغراق استفاده می‌شود باید قدرت و شدت این اغراق‌ها نسبت به هم سنجیده شود تا باعث بدفهمی و اشتباه کردن بیننده نشود.

### طراحی قدرتمند Solid Drawing
انیماتور باید قدرت طراحی خوبی داشته باشد تا بتواند ایده‌ها را بر روی کاغذ پیاده کند. انیماتور باید کلاسهای طراحی را گذرانده باشد. این مباحث شامل آناتومی، ترکیب بندی، وزن، تعادل، نور و سایه می‌باشند.
یکی از مسائلی که جانستون و توماس گوشزد می‌کنند، نکشیدن کاراکترها به صورت قرینه است؛ یعنی حالتی که سمت راست و چپ آنها کاملاً یکسان باشد. در این حالت شخصیت مرده و بیجان به نظر می‌رسد.

### جذبه Appeal
جذبه در یک شخصیت کارتونی، مشابه کاریزما در یک بازیگر زنده و واقعی است. کاراکتری که جذبه دارد لازم نیست کاراکتر خوب انیمیشن ما باشد. شرورها یا هیولاها نیز می توانند جذاب باشند. مهم این است که بیننده احساس کند شخصیت واقعی و جالب است. روش‌های متعددی وجود دارد تا کاراکتر را بهتر با بیننده ارتباط داد؛ مثلاً برای یک کاراکتر خوب و دوست داشتنی یک راه ساده این است که چهره وی قرینه و بچگانه طراحی شود. یک چهره پیچیده یا بدحالت در ترکیب ژست یا طراحی کاراکتر فاقد جذابیت یا شیفتگی است.